# جان برتران أريستيد
جان برتران أريستيد، الساليزيان دون بوسكو (بالفرنسية: Jean-Bertrand Aristide, Salésiens de Don Bosco) (مواليد 15 يوليو 1953) سياسي هايتي، قسيس وأسقف كاثوليكي سابق، شغل لوقت قصير منصب رئيس جمهورية هايتي في 1991 قبل أن يطاح به في انقلاب عسكري في 1 أكتوبر من نفس العام. ليشغل منصب رئيس مجدداً بين 1994 و1996، ومن 2001 إلى 2004 حيث خُلِع عن الحكم بانقلاب عسكري آخر ليتهم الولايات المتحدة الأمريكية بالوقوف وراء خلعه, انتقل بعدها إلى المنفى ليستقر في جمهورية جنوب أفريقيا.

## روابط خارجية
- جان برتران أريستيد على موقع IMDb (الإنجليزية)
- جان برتران أريستيد على موقع الموسوعة البريطانية (الإنجليزية)
- جان برتران أريستيد على موقع مونزينجر (الألمانية)
- جان برتران أريستيد على موقع إن إن دي بي (الإنجليزية)